# 102. pehotna divizija (ZDA)
102. pehotna divizija (angleško 102nd Infantry Division) je bila pehotna divizija Kopenske vojske ZDA.